# 대한민국 형법 제324조의2
대한민국 형법 제324조의2는 인질강요죄에 대한 형법각칙의 조문이다.

## 조문
제324조의2(인질강요) 사람을 체포·감금·약취 또는 유인하여 이를 인질로 삼아 제3자에 대하여 권리행사를 방해하거나 의무없는 일을 하게 한 자는 3년 이상의 유기징역에 처한다.
[본조신설 1995.12.29]

第324條의2(人質強要) 사람을 逮捕·監禁·略取 또는 誘引하여 이를 人質로 삼아 第3者에 대하여 權利行使를 방해하거나 義務없는 일을 하게 한 者는 3年 이상의 有期懲役에 處한다.
[本條新設 1995.12.29.]

## 참고 문헌
- 김재윤, 손동권, 『새로운 형법각론』, 율곡출판사, 2013. ISBN 9788997428342

## 같이 보기
- 강요죄
- 인질